# Крутоярський (Челябінська область)
Крутоярський (рос. Крутоярский) — селище у Октябрському районі Челябінської області Російської Федерації.
Входить до складу муніципального утворення Крутоярське сільське поселення. Населення становить 925 осіб (2010). Населений пункт розташований на землях українського культурного та етнічного краю Сірий Клин.

## Історія
Від 4 листопада 1926 року належить до Октябрського району Челябінської області.
Згідно із законом від 15 вересня 2004 року органом місцевого самоврядування є Крутоярське сільське поселення.

## Населення
| 2002 | 2010 |
| ---- | ---- |
| 1454 | ↘925 |